# يكاترينا ريابوفا (لاعبة تزلج)
يكاترينا أليكسييفنا ريابوفا (الروسية: Екатерина Алексеевна Рябова ؛ من مواليد 27 مارس 2003) لاعبة تزلج فني على الجليد روسية أذربيجانية مثلت أذربيجان في مسابقة تزلج فردي سيدات، حائزة على الميدالية البرونزية في مسابقة آيس ستار الدولبة لعام 2019 ، وبطلة مسابقة آيس ستار الدولبة لعام 2018 ، والميدالية الفضية لكأس فولفو المفتوحة 2019 ، والبطلة الوطنية الأذربيجانية لعام 2019 ، احتلت ريابوفا المركز الثامن في دورة الألعاب الأولمبية الشتوية للشباب لعام 2020 ، حيث وصلت المرتبة 15 في أعلى مرتبة متزلجة فردي سيدات في العالم من قبل الاتحاد الدولي للتزلج بعد موسم التزلج على الجليد 2019-20.

## روابط خارجية
- يكاترينا ريابوفا في الاتحاد الدولي للتزلج